# Arthur Butler Phillips Mee
Arthur Butler Phillips Mee (Aberdeen, 21 de octubre de 1860 – Llanishen, 15 de enero de 1926) fue un periodista y editor británico, notable astrónomo aficionado.

## Periodista
Mee era hijo de George S. Mee, pastor baptista, y de su mujer Elizabeth. Después de dejar el ministerio religioso, el padre de Arthur trabajó de periodista y se trasladó con su familia a Gales occidental. El hijo también eligió la profesión de su padre, trabajando como periodista en la ciudad de Llanelli. Se casó con Claudia Thomas en 1888.
La pareja se mudó en 1892 a Cardiff, donde Mee empezó a trabajar en el Western Mail, un diario regional. Continuó trabajando en el mismo diario hasta su muerte, escribiendo una columna regular y ejerciendo de asistente editorial.
Fue el responsable de la primera edición de Quién es Quién en Gales, publicado en 1921.

## Astrónomo

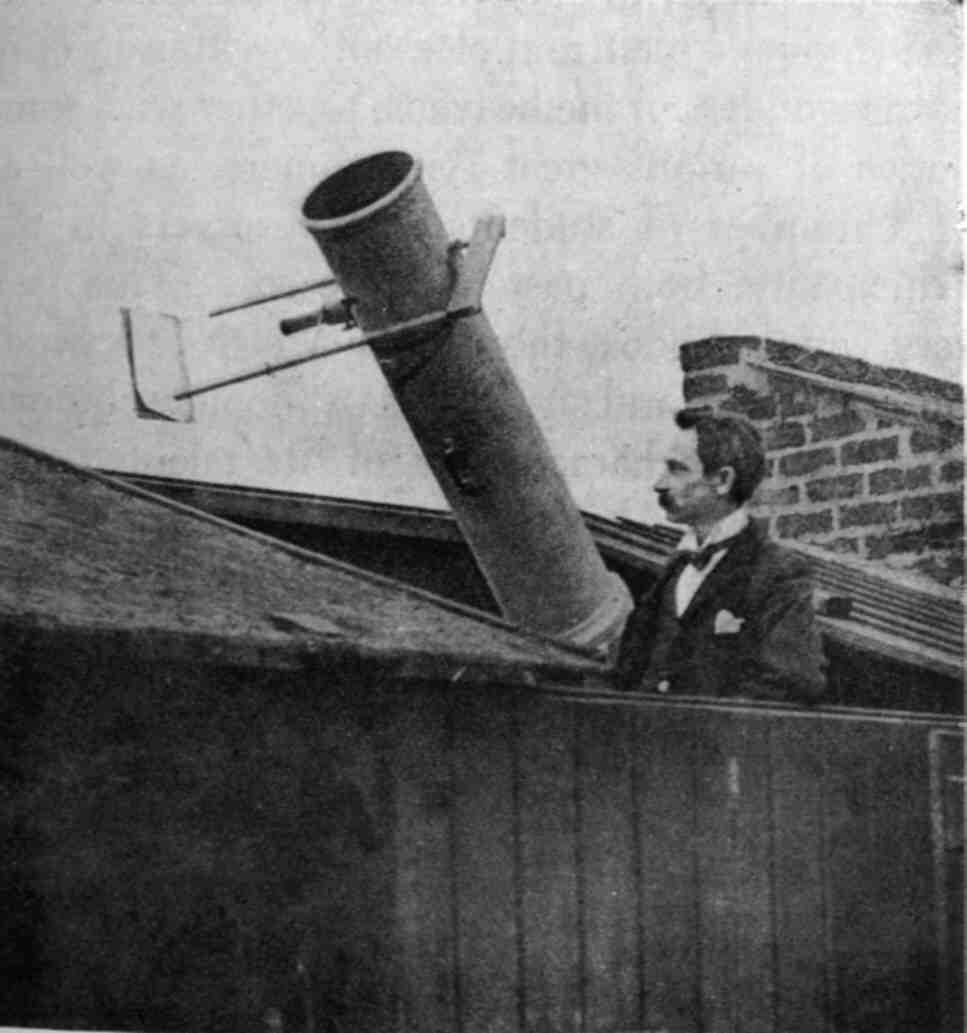
Arthur Mee con su telescopio

Mee es más conocido por sus logros como astrónomo aficionado. En 1890 fue uno de los miembros fundadores de la Asociación Astronómica Británica, y durante un periodo de tiempo fue miembro de la Real Sociedad Astronómica. Sus observaciones se centraron en la Luna y en Marte, incluyendo detallados gráficos y dibujos de su superficie realizados por él mismo. Dos de sus dibujos aparecieron en la obra La Planète Marte del astrónomo francés Camille Flammarion.
Colaborador regular de varias publicaciones científicas y técnicas, en 1892 fue el primero en observar la sombra de la luna Titán durante su tránsito sobre Saturno.
En 1893 publicó el libro Astronomía Observacional. Dos años más tarde, en 1895, intervino en la fundación de la Sociedad Astronómica de Gales, convirtiéndose en su primer presidente y editor de la revista oficial y posteriormente de la publicación titulada Observador de la Naturaleza de Cambria. Continuó realizando aportaciones a la sociedad hasta su disolución en el transcurso de la Primera Guerra Mundial.

## Historiador
Mee también fue autor de una serie de publicaciones sobre la historia de Carmarthenshire, incluyendo "Notas sobre Caermarthenshire, y Miscelánea sobre el Sur-Oeste de Gales"; y una historia de las iglesias parroquiales anglicanas en Llanelli.

## Eponimia
- El cráter lunar Mee lleva este nombre en su memoria.[4]